# Lazsko
Lazsko é uma comuna checa localizada na região da Boêmia Central, distrito de Příbram.